# Doctrina Drago

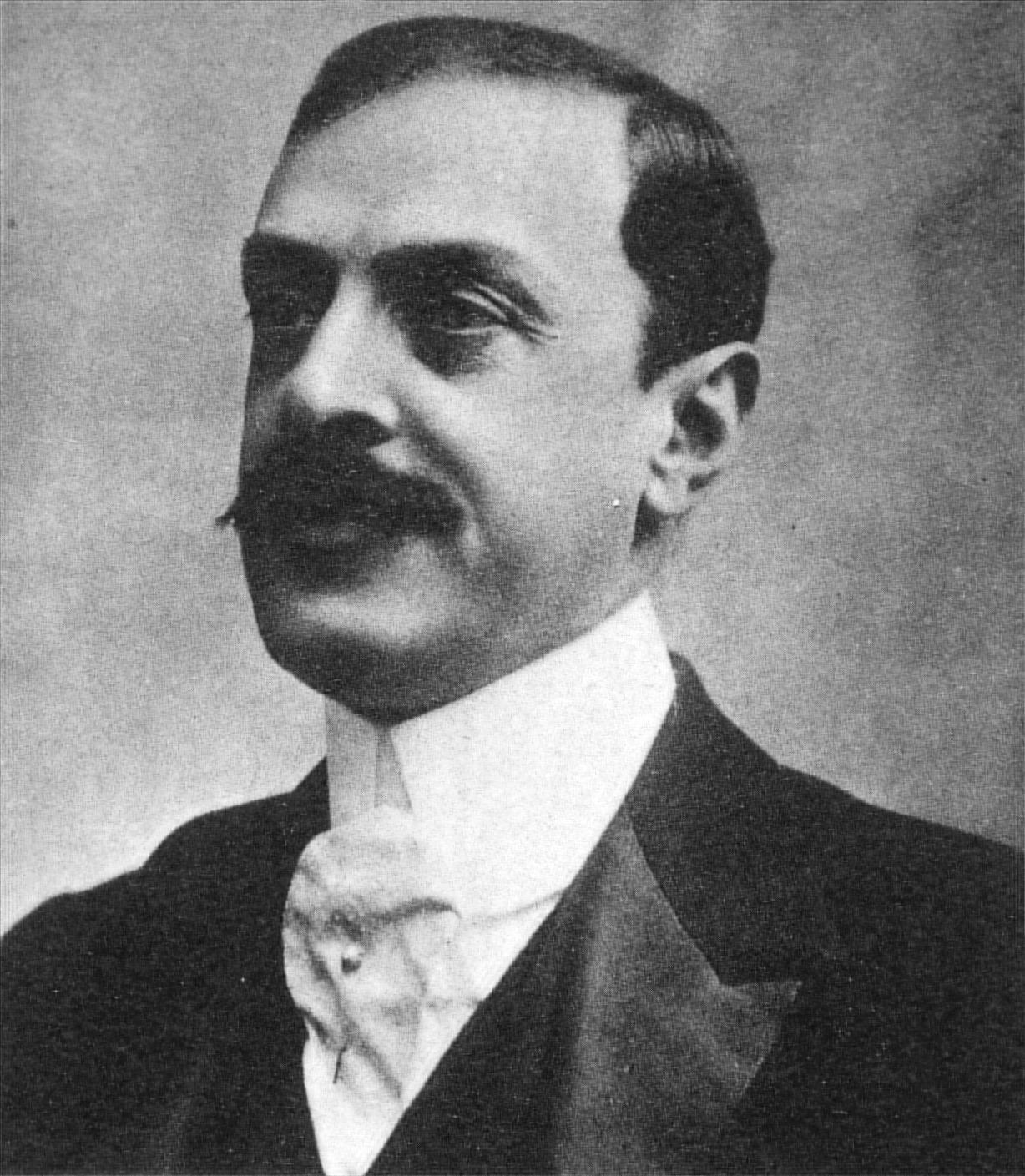
Luis María Drago, ministro de Relaciones Exteriores argentino.

La Doctrina Drago fue anunciada el 29 de diciembre de 1902 por el ministro de Relaciones Exteriores argentino durante la segunda presidencia de Julio Roca, Luis María Drago, en respuesta a la renuncia de los Estados Unidos a ejecutar la Doctrina Monroe durante el bloqueo naval contra Venezuela. Esta doctrina jurídica establece que ningún Estado extranjero puede utilizar la fuerza contra una nación americana con la finalidad de cobrar una deuda financiera.

## Historia
Tal doctrina provino de las ideas de Carlos Calvo, en Derecho internacional teórico y práctico de Europa y América. La doctrina Calvo proponía prohibir la intervención diplomática cuando hubiera pleitos entre partes de distintos países, hasta que no estuvieran agotados los recursos locales.
La doctrina Drago resultó ser una respuesta a las acciones del Reino Unido, Alemania e Italia, quienes impusieron un Bloqueo Naval a Venezuela a finales de 1902, en respuesta a la gran deuda externa de Venezuela que el recién llegado presidente Cipriano Castro se negaba a pagar.
Frente a este ataque combinado Estados Unidos replicó que, como país, no apoyaría a un estado americano que sufriese ataques bélicos como respuesta a la negativa de pagar sus deudas, pretendiendo que la Doctrina Monroe sólo se aplicaría cuando dicho país sufriese ataques de potencias europeas motivadas por la intención de recuperar territorios americanos y colonizarlos. Así surge esta doctrina Drago, como una protesta por parte de Luis María Drago frente a la actuación de Estados Unidos. Finalmente el 13 de enero de 1903, se firmó en Washington D. C. el acuerdo por el cual, bajo la presión del país norteamericano y la invocación venezolana de la Doctrina Drago, los ocupantes europeos se retiraron de sus posiciones.

## Legado
Una versión modificada por Horace Porter fue adoptada en La Haya en 1907. Ésta añadió que el arbitraje y litigio deberá usarse siempre como método de solución de conflictos internacionales antes que recurrir a la fuerza militar.